# Manouria emys
Espèce
Synonymes
- Testudo emys Schlegel & Müller, 1840
- Geochelone emys (Schlegel & Müller, 1840)
- Testudo emydoides Duméril & Bibron in
Duméril & Duméril, 1851
- Testudo phayrei Blyth, 1853
- Manouria fusca Gray, 1854
- Teleopus luxatus LeConte, 1854
- Testudo nutapundi Reimann in Nutaphand, 1979

Statut de conservation UICN

 CR  : 
En danger critique
Statut CITES
Manouria emys, la Tortue brune ou Tortue brune de Birmanie, est une espèce de tortues de la famille des Testudinidae.

## Répartition et habitat
Cette espèce se rencontre :
- au Bangladesh ;
- en Inde dans les États d'Assam, du Meghalaya, du Mizoram et du Nagaland ;
- en Malaisie ;
- au Myanmar ;
- en Thaïlande ;
- en Indonésie à Sumatra et au Kalimantan.

Elle vit dans les forêts tropicales denses, y compris dans les zones de montagne humides, souvent près de cours d'eau.

## Description
Ce sont de grosses tortues. La longueur de carapace peut atteindre jusqu'à 60 cm et la masse peut avoisiner 25 kg (en captivité).  

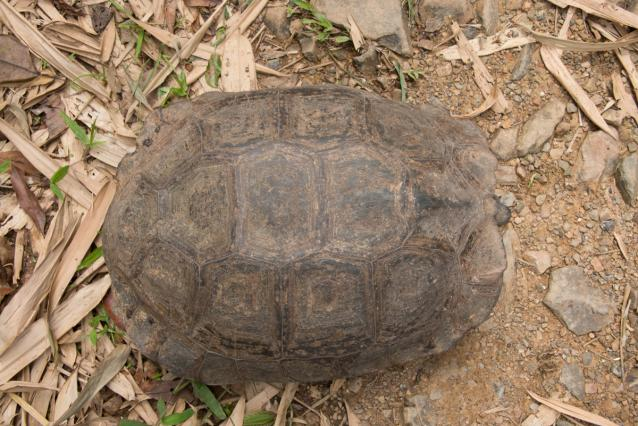
Dossière
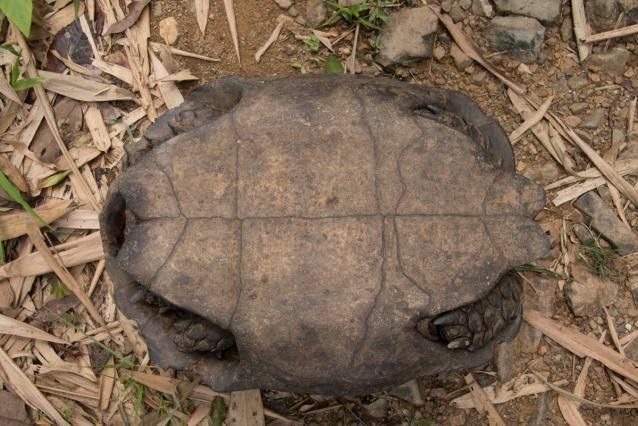
Plastron

La dossière et le plastron sont inarticulés et leur couleur varie du brun au noir, les jeunes ayant une carapace brun-jaune. 
Elle est essentiellement inactive à la saison sèche ; et surtout active à la saison des pluies quand les champignons et autres  nourritures sont abondants. 

## Alimentation
La tortue brune est herbivore : plantes forestières, champignons...

## Reproduction

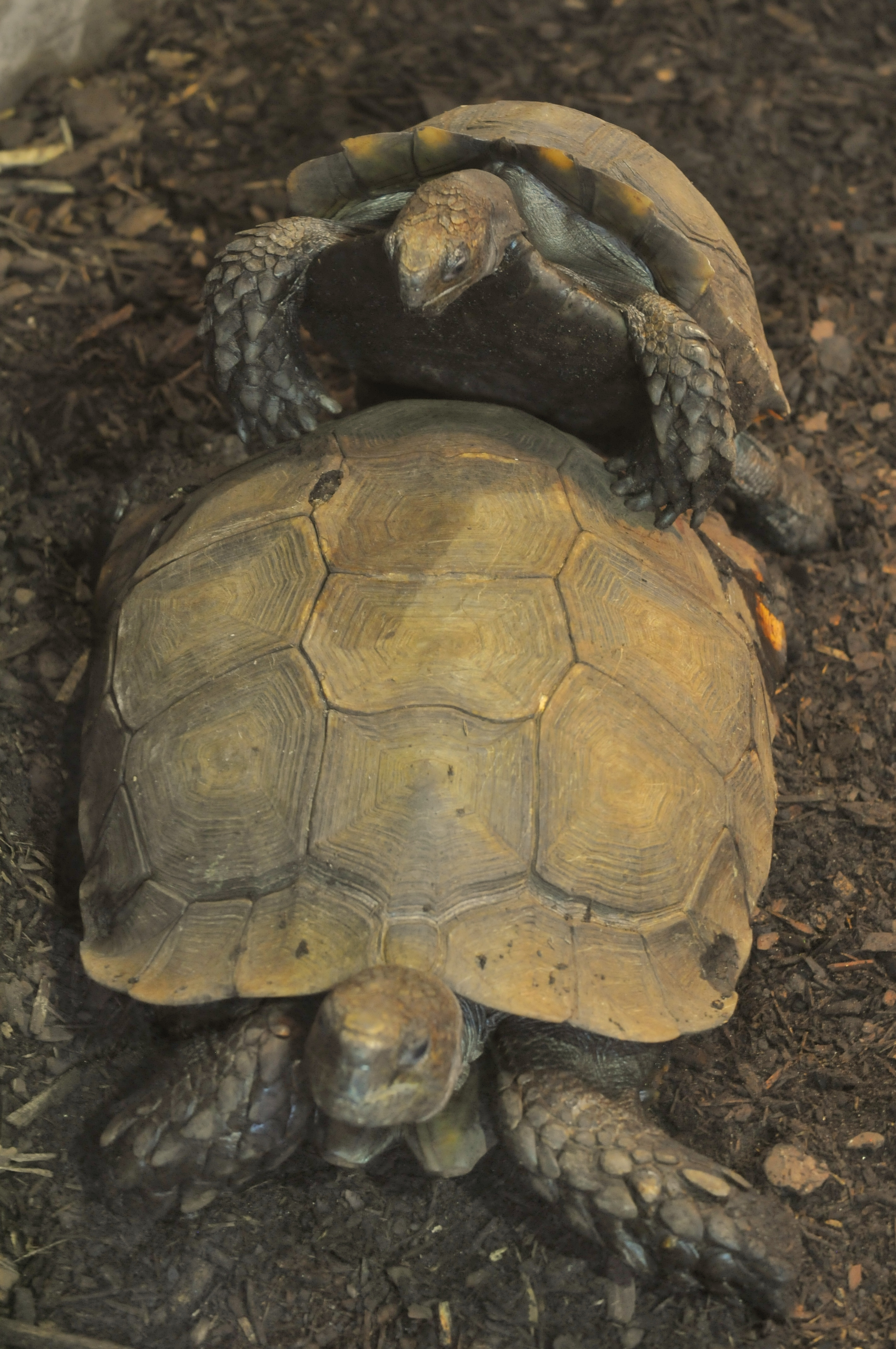

Les femelles pondent de 30 à 60 œufs sphériques en surface dans un nid surélevé (tumulus), et non enterrés comme chez les autres tortues.
La tortue manouria emys est la seule tortue qui s'occupe de ses petits après la ponte : après la ponte, elle surveille le nid pendant plusieurs jours, parfois plusieurs semaines (jusqu'à 21 jours), et le défend des éventuels prédateurs en se couchant  dessous si besoin pour le défendre. C'est un comportement vraiment unique chez les chéloniens.

## Longévité
En captivité, elle peut vivre plus de 19 ans.

## Liste des sous-espèces
Selon TFTSG (21 juin 2011) :
- Manouria emys emys (Schlegel & Müller, 1840)
- Manouria emys phayrei (Blyth, 1853)

## Publications originales
- Blyth, 1854 "1853" : Notices and descriptions of various reptiles, new or little-known. Journal of the Asiatic Society of Bengal, vol. 22, p. 639–655 (texte intégral).
- Schlegel & Müller, 1840 : Over de Schildpadden van den Indischen Archipel, beschrijving einer nieuwe soort van Sumatra. Verhandelingen over de Natuurlijke Geschiendenis der Nederlandsche Overzeesche Bezittingen, 1839–44. Part 3. Zoologie, Schildpadden. Leiden, Luchtmans and van der Hoek.